# Puchar Polski w piłce nożnej kobiet (2007/2008)
Puchar Polski w piłce nożnej kobiet (2007/2008) – turniej o kobiecy Puchar Polski w piłce nożnej, zorganizowany przez Polski Związek Piłki Nożnej na przełomie 2007 i 2008 roku. Tytuł zdobył Medyk Konin, pokonując w finale Unię Racibórz 4:3.

## Pierwsza runda
Mecze rozgrywano 2 marca 2008 roku.
| Drużyna 1              | Wynik | Drużyna 2     |
| ---------------------- | ----- | ------------- |
| Sokół Kolbuszowa Dolna | 4:2   | UKS Piaseczno |

## Druga runda
Mecze rozgrywano od 17 listopada 2007 do 17 lutego 2008 roku.
| Drużyna 1              | Wynik         | Drużyna 2                |
| ---------------------- | ------------- | ------------------------ |
| Medyk II Konin         | 3:0 (w.o.)    | AZS Wrocław              |
| Checz Gdynia           | 2:9           | MUKS Tomaszów Mazowiecki |
| Unia Opole             | 1:1 (4:5 kar) | Czarni Sosnowiec         |
| Podgórze Kraków        | 0:7           | RTP Unia Racibórz        |
| Sokół Kolbuszowa Dolna | 0:7           | Gol Częstochowa          |
| Kolejarz Łódź          | 0:3           | AZS PWSZ Biała Podlaska  |
| Górnik Łęczna          | 1:4           | Praga Warszawa           |
| Victoria Sianów        | 0:8           | Medyk Konin              |

## Ćwierćfinały
Mecze rozgrywano 16 marca i 30 kwietnia 2008 roku.
| Drużyna 1               | Wynik | Drużyna 2                |
| ----------------------- | ----- | ------------------------ |
| Medyk II Konin          | 7:2   | MUKS Tomaszów Mazowiecki |
| Czarni Sosnowiec        | 1:5   | RTP Unia Racibórz        |
| AZS PWSZ Biała Podlaska | 0:1   | Gol Częstochowa          |
| Praga Warszawa          | 0:3   | Medyk Konin              |

## Półfinały
Mecze rozgrywano 4 czerwca 2008 roku.
| Drużyna 1       | Wynik | Drużyna 2         |
| --------------- | ----- | ----------------- |
| Medyk II Konin  | 1:3   | RTP Unia Racibórz |
| Gol Częstochowa | 1:5   | Medyk Konin       |

## Finał
Finał rozegrano 14 czerwca 2008 roku.
| Drużyna 1         | Wynik      | Drużyna 2   |
| ----------------- | ---------- | ----------- |
| RTP Unia Racibórz | 3:4 (dog.) | Medyk Konin |